# ارتفاع عميق (فلم)
ارتفاع عميق (بالإنجليزية: Deep Rising) هو فيلم رعب وخيال علمي أمريكي من إخراج ستيفن سومرز سنة 1998، وبطولة كل من تريت ويليامز وإفامك جانسن وأنتوني هيلد.

## القصة
في إطار تشويقي مثير تدور أحداث الفيلم حول مجموعة من رجال العصابات المدججين بالسلاح المتنوع، ينجحون في الاستيلاء على سفينة في جنوب المحيط الهادي، ولكن يتحول الأمر إلى ما يشبه الكابوس عندما تقوم بينهم وبين كائنات بحرية مرعبة حرب ضروس من أجل أن ينجحوا بالنجاة فقط بحياتهم.

## روابط خارجية
- مقالات تستعمل روابط فنية بلا صلة مع ويكي بيانات